# Ку Бон Гиль
Ку Бон Гиль (кор. 구본길; род. 27 апреля 1989) — южнокорейский фехтовальщик на саблях, трёхкратный олимпийский чемпион в командах (2012, 2020 и 2024), трёхкратный чемпион мира, чемпион Азии и Азиатских игр.
Родился в 1989 году в Сеуле. В 2010 году выиграл чемпионат Азии, а также стал обладателем золотой и серебряной медалей Азиатских игр. В 2011 году вновь стал чемпионом Азии, а также завоевал бронзовую медаль чемпионата мира. В 2012 году опять стал чемпионом Азии, а на Олимпийских играх в Лондоне завоевал золотую медаль. В 2013 году стал бронзовым призёром чемпионата мира. В 2014 году стал чемпионом Азии, двукратным серебряным призёром чемпионата мира и обладателем двух золотых медалей Азиатских игр. В 2017 году корейский саблист стал двукратным вице-чемпионом мира в личных соревнованиях, а затем стал победителем чемпионата мира в командном первенстве. В 2018 году вновь стал чемпионом мира в командной сабле, а через год помог сборной Южной Кореи выиграть третий титул подряд на первенствах мира.